# Флорида (округ Орандж, Нью-Йорк)
Флорида (англ. Florida) — селище (англ. village) в США, в окрузі Орандж штату Нью-Йорк. Населення — 2888 осіб (2020).

## Географія
Флорида розташована за координатами 41°19′50″ пн. ш. 74°21′15″ зх. д. / 41.33056° пн. ш. 74.35417° зх. д. (41.330641, -74.354202).  За даними Бюро перепису населення США в 2010 році селище мало площу 5,84 км², з яких 5,83 км² — суходіл та 0,01 км² — водойми.

## Демографія
Згідно з переписом 2010 року, у селищі мешкали 2833 особи в 1031 домогосподарстві у складі 771 родини. Густота населення становила 485 осіб/км².  Було 1084 помешкання (186/км²).
Расовий склад населення:
| - 86,3 % — білих - 5,7 % — чорних або афроамериканців - 2,3 % — азіатів - 0,3 % — корінних американців - 2,9 % — осіб інших рас |

До двох чи більше рас належало 2,5 %. Частка іспаномовних становила 14,2 % від усіх жителів.
За віковим діапазоном населення розподілялося таким чином: 25,5 % — особи молодші 18 років, 60,6 % — особи у віці 18—64 років, 13,9 % — особи у віці 65 років та старші. Медіана віку мешканця становила 40,3 року. На 100 осіб жіночої статі у селищі припадало 91,0 чоловіків;  на 100 жінок у віці від 18 років та старших — 87,1 чоловіків також старших 18 років.
Середній дохід на одне домашнє господарство  становив 94 856 доларів США (медіана — 87 845), а середній дохід на одну сім'ю — 104 144 долари (медіана — 89 957). Медіана доходів становила 71 685 доларів для чоловіків та 55 625 доларів для жінок. За межею бідності перебувало 2,6 % осіб, у тому числі 2,4 % дітей у віці до 18 років та 1,3 % осіб у віці 65 років та старших.
Цивільне працевлаштоване населення становило 1439 осіб. Основні галузі зайнятості: освіта, охорона здоров'я та соціальна допомога — 21,1 %, роздрібна торгівля — 16,7 %, науковці, спеціалісти, менеджери — 9,0 %, будівництво — 7,9 %.